# ヴァルテッリーナ・カゼーラ
ヴァルテッリーナ・カゼーラ（伊: Valtellina Casera）は北部イタリアのソンドリオ県で牛のセミスキムミルク（半脱脂乳）から作られるチーズである。その起源は16世紀に遡る。ヴァルテッリーナ地方の料理によく使われ、特にピッツォッケリやシャットなど蕎麦粉を用いた料理に使用される。カゼーラはチーズ小屋の意。
1996年よりEU法において原産地呼称保護（PDO）認定を受けており、このチーズの生産は保護協会である Consorzio Tutela Formaggi Valtellina Casera e Bitto によって管理され、その認証はティエーネの認証機関であるCSQAが統制している。